# 臺大意識報
臺大意識報是國立臺灣大學校內的獨立媒體，創刊於2008年、一學期發行六至七期，「稟持著批判反省的精神，懷抱著服務校園的熱忱」，並且希望「從周遭的生活關心起，進而思考台大學生參與公共事務的各種可能性。」除校園話題外，亦由學生角度出發，探討樂生療養院、寶藏巖、公館公共腳踏車規畫等社會議題。
意識報目前每期20頁、發行量2000份。意識報紙本刊物於台大活大、總圖、誠品、唐山書店等報點供人免費取閱，也有提供訂戶寄送的服務。刊物內容包括校園議題、校園政策評論、社會議題、教育議題、台大校史、人物專訪等。意識報的格式接近新聞雜誌，目前大小為B5，封面和封底為彩色、內頁則是黑白印刷。目前意識報是台大校內規模最大的校園刊物，編輯、記者、美編與其他成員總共約30人。
除了紙本刊物，意識報另外有三個網路平台。最主要的為在BBS看板，板名為consciousnes（telnet://ptt2.cc）
。意識報所有的文章在出刊後都會在這個板上面刊登，並且轉錄至AAAAAAAA等熱門看板。通常如果有活動訊息或是議題討論，也在BBS上面進行。還有一個網路平台是意識報的部落格（页面存档备份，存于），亦有提供線上全文閱讀。另外意識報在Facebook上也有一個「粉絲專頁」，提供讀者討論的空間。

## 報導形式
台大意識報目前的報導形式以專題報導為主，文章篇幅多為中篇評論或長篇的深度描寫，單篇的即時新聞則比較少。每一期通常針對兩個或三個主題進行專題討論。除了平時的刊物之外，意識報會不定期推出特刊，比方說寒暑假在校外進行的訪調特刊，或是野草莓學運特刊 （页面存档备份，存于）
、百大維新運動特刊 （页面存档备份，存于）等。

## 版面
意識社論
社論代表意識報的立場，通常針對校內有爭議性的議題發表評論與見解。意識報曾經對「社團評鑑 （页面存档备份，存于）」、「台大進百大 （页面存档备份，存于）」、「洪蘭雞腿事件 （页面存档备份，存于）」等議題發表評論。另外，2010年一月也有發表「九十八學年上學期總評 （页面存档备份，存于）」，回顧半年來的大事。
意識校園
意識報校園版針對校內議題進行討論與剖析。目前校園報導以專題形式為主，針對同一主題撰寫四到六篇文章。（如醫學人文專題、五年五百億、新生書院、宿舍管理制度等）。偶爾會有新聞報導（校內重大事件）、以及學生專訪。另外，意識報於每年六月會回顧本屆台大學生會一年來的作為。
異式論壇
「論壇」討論的是社會上的議題。意識報通常會挑選和台大學生比較有關係的議題。除了事件的報導之外，並且指出這個議題跟台大或台大學生的關連為何。
軼事文史
文史版整理台大校史資料，介紹校園制度、人物、景觀或校園生活中所經歷的變遷。
藝世藝文
藝文版報導台大校內或周邊的藝文活動，並進行評論。
議事廣場
廣場開放讀者投稿，另外也有邀稿文章。

## 報社架構
目前意識報採小組運作制，以四到六人的小組為單位撰寫專題報導，每個小組一次撰寫約三篇文章。小組長即編輯，負責帶領專題寫作。另外在行政事務方面，設有社長、策劃編輯、出版組長、公關等職位。
- 總編輯：1人
- 社長：1人
- 編輯：3人
- 記者：約20人
- 策劃編輯：2人
- 出版組長：1人
- 公關：1人

## 外部連結
- 官方网站